# Missió d'Estabilització de les Nacions Unides a Haití
La Missió de les Nacions Unides per a l'Estabilització a Haití (MINUSTAH, del francès MIssion des Nations Unies pour la STAbilisation en Haïti) és una missió de pau de forces de l'ONU vigent a Haití de 2004 a 2017. El component militar era a càrrec de l'Exèrcit Brasiler i el comandant de la força és brasiler. La força està formada per 2.366 militars i 2.533 policies, recolzats pel personal civil internacional, un equip civil local i voluntaris de les Nacions Unides.

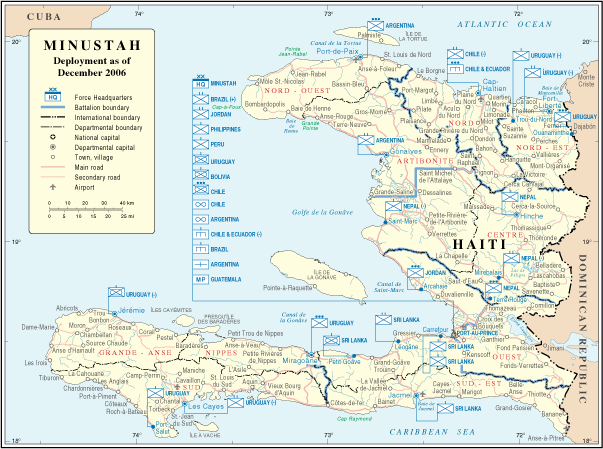
Mapa del desplegament de MINUSTAH en desembre de 2006

Seu de l'ONU, compost de l'UNPD, oficines de l'UNICEF, en relació amb la ciutat de Port-au-Prince

La MINUSTAH va ser creada pel Consell de Seguretat de les Nacions Unides després de la intervenció militar de febrer de 2004 que va reemplaçar al President Jean-Bertrand Aristide per Boniface Alexandre. Després de la Terratrèmol d'Haití del 2010, les Nacions Unides van informar que la seu de la missió a Port-au-Prince s'havia ensorrat i que el cap de la missió, Hédi Annabi de Tunísia, el seu adjunt Luiz Carlos da Costa de Brasil, i el comissari de policia en funcions, RCMP superintendent Doug Coates del Canadà, havien mort. El 14 de gener de 2010, la seu de l'ONU va enviar l'ex cap de la MINUSTAH i secretari general actual Assistent per a Operacions de Pau, Edmond Mulet, com a Representant Especial en funcions del Secretari General i cap interí de la MINUSTAH. Mulet va aclarir el 22 gener 2010 que la MINUSTAH es concentraria en l'assistència a la Policia Nacional d'Haití per proporcionar seguretat al país després del terratrèmol, mentre les forces militars dels Estats Units i el Canadà distribuïen l'ajuda humanitària i proporcionaven seguretat a la distribució d'ajuda.

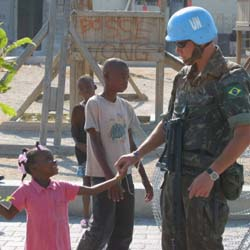
Soldat de MINUSTAH brasilers amb una nena haitiana, febrer de 2005

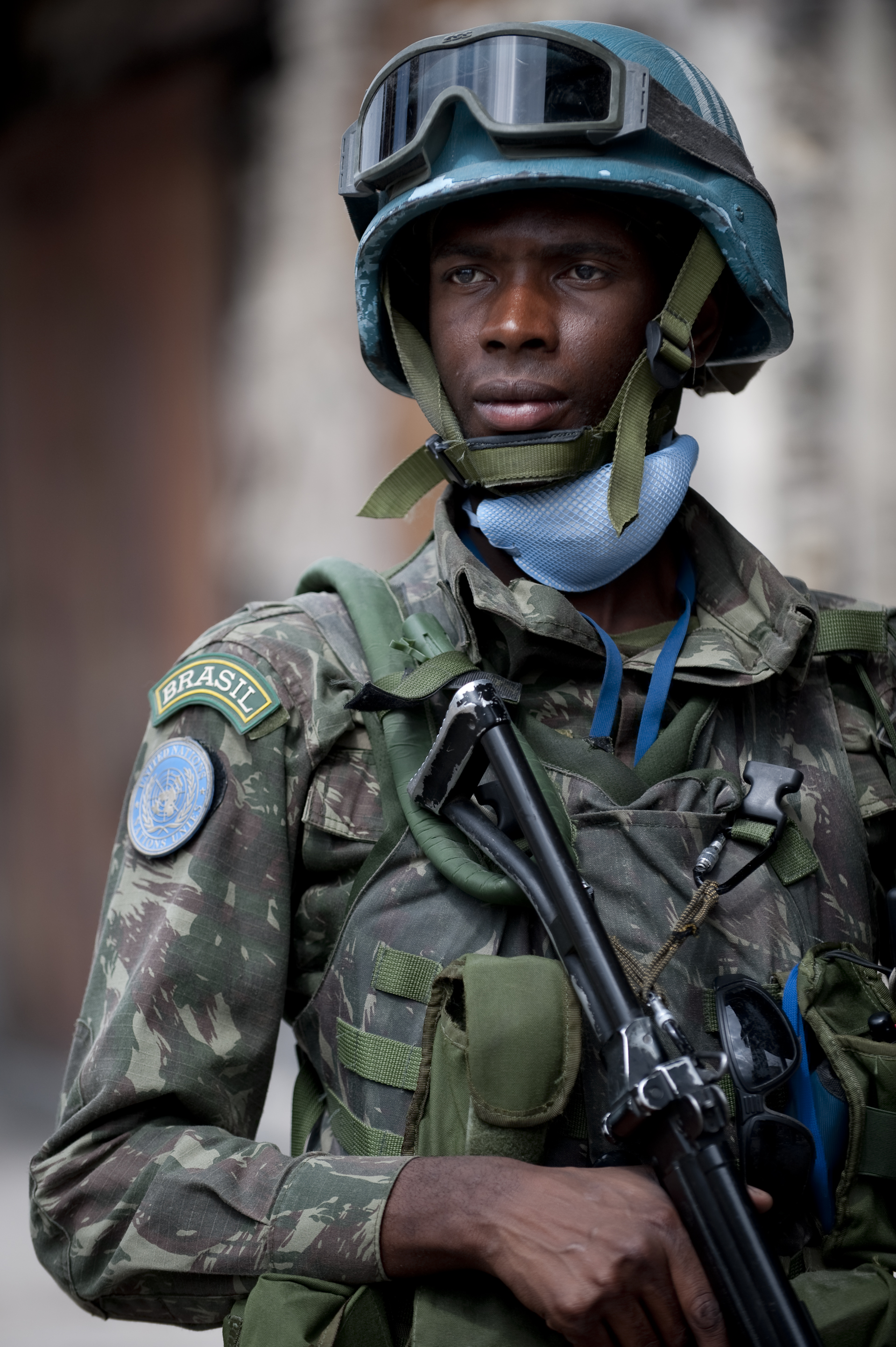
Soldat brasiler a Port-au-Prince

El mandat de la MINUSTAH que s'estenia per Resolució 1944 del Consell de Seguretat de les Nacions Unides més enllà de la seva data límit de 15 d'octubre de 2010 enmig de suposats temors d'inestabilitat. Aleshores el mandat de la missió es va estendre al 15 d'octubre de 2012 amb la intenció i ha estat renovat periòdicament.
El 13 d'abril de 2017, el Consell de Seguretat de les Nacions Unides va anunciar que la missió finalitzarà a l'octubre de 2017. Serà substituïda per una missió de seguiment: la Missió de les Nacions Unides per al Suport de la Justícia a Haití (MINUJUSTH), que s'espera que sigui inferior a 1.300 persones.

## Objectius
Els objectius de la missió són principalment:
1. Estabilitzar el país.
2. Pacificar i desarmar grups guerrillers i delinqüènciaels.
3. Promoure eleccions lliures i informades.
4. Fomentar el desenvolupament institucional i econòmic d'Haití.

## Direcció de la missió
Els caps de la MINUSTAH, han estat, com a Representant Especial del Secretari General:
- Juan Gabriel Valdés de Xile, agost 2004 a maig 2006.[13]
- Edmond Mulet de Guatemala, juny 2006 a agost 2007.[14]
- Hédi Annabi de Tunísia, setembre 2007 a gener 2010.[15]
- Edmond Mulet de Guatemala, gener 2010 a juny 2011.[16]
- Mariano Fernández de Xile, juny 2011 a gener 2013.[17]
- Nigel Fisher del Canadà, gener 2013 a juliol 2013 (interí).[18]
- Sandra Honoré de Trinitat i Tobago, juliol 2013 al present.[19]

Comandants del component militar de la MINUSTAH:
- Maj. General Augusto Heleno Ribeiro Pereira, Brasil, 2004 a agost 2005
- Maj. General Urano Teixeira da Matta Bacellar, Brasil, setembre 2005 a gener 2006.[20]
- Maj. General Eduardo Aldunate Hermann, Xile, gener 2006 (interí).
- Lt. General José Elito Carvalho Siqueira, Brasil, gener 2006 a gener 2007.[21]
- Maj. General Carlos Alberto dos Santos Cruz, Brasil, gener 2007 a abril, 2009.[22]
- Maj. General Floriano Peixoto Vieira Neto, Brasil, Abril, 2009 a març 2010.
- Maj. General Luiz Guilherme Paul Cruz, Brasil, March, 2010 a març 2011
- Maj. General Luiz Eduardo Ramos Baptista Pereira, Brasil, march, 2011 a març 2012
- Maj. General Fernando Rodrigues Goulart, Brszil, març 2012 a març 2013
- Lt. General Edson Leal Pujol, Brasil, març 2013 a març 2014
- Lt. General Jose Luiz Jaborandy Junior, Brasil, març 2014 a agost 2015
- Brig. General Jorge Peña Leiva, Xile, setembre a octubre 2015 (interí)
- Tt. General Ajax Porto Pinheiro, Brasil, Octubre 2015 al present

### Contingent Internacional
| Agost 2016                 | H    | M   | Subtotal |
| -------------------------- | ---- | --- | -------- |
| Policia Individual         | 591  | 97  | 688      |
| Unitats policials formades | 1531 | 131 | 1.662    |
| Tropes de Contingència     | 2255 | 103 | 2.358    |
| Total                      | 4377 | 331 | 4.708    |